# Pilotrichella longifolia
Pilotrichella longifolia là một loài Rêu trong họ Meteoriaceae. Loài này được Schimp. ex Besch. mô tả khoa học đầu tiên năm 1872.